# Eupagia canilinea
Eupagia canilinea är en fjärilsart som beskrevs av Louis Beethoven Prout 1925. Eupagia canilinea ingår i släktet Eupagia och familjen mätare. Inga underarter finns listade i Catalogue of Life.